# Trescasas
Trescasas er en by og kommune i det centrale Spanien i provinsen Segovia. Den har et indbyggertal på 1.105 (2024) indbyggere.